# Хулијан де ла Круз Рамирез, Ранчо ла Лома (Зилтлалтепек де Тринидад Санчез Сантос)
Хулијан де ла Круз Рамирез, Ранчо ла Лома (шп. Julián de la Cruz Ramírez, Rancho la Loma) насеље је у Мексику у савезној држави Тласкала у општини Зилтлалтепек де Тринидад Санчез Сантос. Насеље се налази на надморској висини од 2626 м.

## Становништво
Према подацима из 2010. године у насељу су живела 2 становника.

### Хронологија
| Година       | 2010 |
| ------------ | ---- |
| Становништво | 2    |

### Попис
| # | Индикатор                     | Вредност |
| - | ----------------------------- | -------- |
| 1 | Укупно домаћинстава           | 1        |
| 2 | Укупно насељених домаћинстава | 1        |
| 3 | Величина локације             | 1        |